# Warriors of Ice
Warriors of Ice, prodotto nel 2011 dalla Indica Records, è il secondo album dal vivo pubblicato della band canadese thrash metal Voivod.
Le tracce contenute nel disco sono state registrate nel locale Club Soda di Montréal il 12 dicembre 2009

## Tracce
Nota: tutte le tracce sono state scritte dai Voivod tranne dove indicato.
1. Voivod – 4:36
2. The Unknown Knows – 4:41
3. The Prow – 3:46
4. Ripping Headaches – 3:33
5. Ravenous Medicine – 4:33
6. Tribal Convictions – 5:29
7. Overreaction – 5:25
8. Panorama – 3:10
9. Global Warning – 4:17
10. Treasure Chase – 3:33
11. Treasure Chase – 6:56
12. Nothingface – 4:26
13. Brain Scan – 5:13
14. Nuclear War – 5:17
15. Astronomy Domine (Syd Barrett) – 6:49

## Formazione
- Daniel Mongrain – chitarra
- Denis Bélanger – voce
- Jean-Yves Thériault – basso
- Michel Langevin – batteria